# 無頼非情
『無頼非情』（ぶらいひじょう）は、1968年8月1日に公開された日本の映画。製作は日活。無頼シリーズ第3作。

## 概要
五郎は三木本の義理から沢田を狙っていた。
その沢田は、三木本の子分の新開に殺された。
間も無く沢田組は潰れそれは三木本組のイカサマ賭博のためだと五郎は知り、賭場から金を奪い熱海に亜紀と逃げた。

## キャスト
- 藤川五郎 ： 渡哲也
- 橋本雪江 ： 松原智恵子
- 沢田健二： 和田浩治
- 新関： 名和宏
- 郷原： 玉川伊佐男
- 沢田健一： 葉山良二
- 古賀： 渡辺文雄
- 橋爪： 高品格
- 久保： 郷鍈治
- 相良百合： 藤江リカ
- 安岡： 内田朝雄
- 三木本： 富田仲次郎
- 医者： 長弘
- 債権者： 久遠利三
- 安岡の部下： 榎木兵衛
- 刑事： 木島一郎
- 作業員： 山之辺潤一
- 病院会計係： 糸賀晴雄
- 刑事： 伊豆見英輔
- 吉サブ：晴海勇三
- 刑事：荒井岩衛
- ： 近江大介
- 上野組組員： 水川国也、 岩手征四郎
- 作業員： 中平哲仟
- ： 井田武
- 看護婦： 高山千草
- 寿し銀の板前：桂小かん
- ロク：溝口拳
- マツ：  根本義幸
- タツ： 吉田武史
- 刺青： 河野弘
- 技斗： 渡井嘉久雄
- 相良哲： 内田良平
- 沢田亜紀： 扇千景

## スタッフ
- 監督 ： 江崎実生
- 脚本： 山崎巌
- 企画 ： 岩井金男
- 原作 ： 藤田五郎
- (或る暴力団幹部のドキュメント「無頼」南北刊著)
- 音楽 ： 伊部晴美

## 同時上映
『嵐の果し状』
- 脚本：星川清司 / 監督：松尾昭典 / 主演：小林旭

## 映像ソフト
- 2000年4月21日にビデオソフト（VHS）が発売されたが廃盤、現在はDVD化はされてない。